# Louis Kermabon
Pour les personnes ayant le même patronyme, voir Kermabon.
Louis Kermabon, né le 23 mars 1898 à Quéven et décédé le 21 septembre 1983 à Ploemeur, est commerçant et maire de Quéven de 1940 à 1947.

## Biographie
Louis Kermabon naît au sein d'une famille de commerçants et de meuniers, originaire de Guidel. Son père, Louis Marc Kermabon (1860-1925), est marchand de grains, sa mère, Marie Corentine Bris (1859-1931), est la fille d'un pilhaouer de Loqueffret. Il est le benjamin de quatre fils, dont les deux premiers, Étienne et Louis, sont morts en bas âge. Son frère aîné, Joseph (1894-1915,), meurt lors de l'offensive de Champagne,,, ce qui marque Louis Kermabon à vie. Il fait quant à lui la guerre au sein du corps expéditionnaire de l'armée d'Orient. 
Dès 1929, il devient conseiller municipal de Quéven, puis adjoint au maire. Julien Moëllo (1860-1946), maire depuis le 15 mai 1904, après 35 années de son mandat de maire et à l'âge de 80 ans, décide de démissionner le 30 novembre 1940. À cette date, dans le contexte de l'Occupation, Louis Kermabon assure l'intérim de la fonction de maire,. Son mandat de maire est confirmé par décret en date du 14 mars 1941,.
En tant que maire, il fait face à l'Occupant, et avec son équipe municipale, s'entoure de personnalités de haute valeur, Gabriel Pin, le professeur René Lote (1883-1944), qui traduit utilement les documents de mairie, le docteur Yves Diény (1911-1944) qui œuvre pour la population sinistrée, et qu'il reçoit quotidiennement en mairie où ils entrent en contact avec le commandant Pierre Barbotin, chargé de mission par le général Maurice Guillaudot, l’un des chefs de la Résistance morbihannaise. 
Pendant son mandat, Louis Kermabon doit comparaître à plusieurs reprises à la Kommandantur, à Vannes, et il est, en tant que maire, pris personnellement comme responsable des faits et gestes de ses administrés. À titre familial, il est touché, son fils aîné René (1922-2003) est déporté au STO, sa maison est la première incendiée par les Allemands, lui-même, sa femme et son plus jeune fils, Joseph (1926-2010), sont sinistrés.
À partir du 16 août 1944, les Allemands décident l'évacuation totale de tous les habitants de la commune. Le conseil municipal se réunit à Pontivy. Bouleversé, comme tous les Quévenois, par la destruction de la commune, Louis Kermabon propose l'adoption de Quéven par une autre ville. Une annonce est passée dans Ouest-France : « Une commune à adopter - Quéven - Les habitants sont dans le dénuement absolu ». Il ne reçoit pas de réponse, mais fréquente Alphonse Viros, Ariègeois, inspecteur de l'enseignement technique, également réfugié à Pontivy, qui lui suggère de s'adresser directement à une grande ville comme, par exemple, Toulouse. Le 23 décembre 1944, un courrier est adressé à la municipalité de Toulouse. Dans un courrier en date 15 janvier 1945, le chef du comité local de libération, qui fait office de maire, Raymond Badiou, informe que la ville de Toulouse accepte le parrainage de Quéven,. En reconnaissance mutuelle, Quéven inaugure le 10 juillet 1955 une "place de Toulouse" et Toulouse, en 1947, une "rue de Quéven".
Après la guerre, en attendant les élections municipales prévues les 23 et 30 septembre 1945, le comité départemental de libération du Morbihan reconstitue le 22 juin 1945 à titre provisoire le conseil municipal de 1935 avec Julien Moëllo comme maire, et Louis Kermabon comme adjoint. À 85 ans, Julien Moëllo, décide à nouveau de démissionner, ce qui est accepté par le préfet par arrêté du 21 juillet 1945. À la suite de cette démission, le conseil municipal élit le 8 août 1945 Louis Kermabon comme maire. Les premières élections municipales d'après guerre sont organisées le 23 septembre 1945. Louis Kermabon est élu et reconduit dans ses fonctions de maire le 7 octobre 1945. Il œuvre pour la reconstruction de la commune et le retour des Quévenois.
Les 19 et 26 octobre 1947, de nouvelles élections municipales, les premières sous la IVe République, sont organisées. Les socialistes arrivent en tête et Joseph Kerbellec est élu maire le 2 novembre 1947. Retiré de la vie publique, Louis Kermabon meurt le 21 septembre 1983. Il est inhumé au cimetière de Quéven.

## Hommage
Une rue de Quéven perpétue son souvenir.